# Шартев
Шарте́в (фр. Chartèves) — коммуна во Франции, находится в регионе Пикардия. Департамент коммуны — Эна. Входит в состав кантона Эссом-сюр-Марн. Округ коммуны — Шато-Тьерри.
Код INSEE коммуны — 02166.

## Население
Население коммуны на 2010 год составляло 368 человек.
| 1962 | 1968 | 1975 | 1982 | 1990 | 1999 | 2010 |
| ---- | ---- | ---- | ---- | ---- | ---- | ---- |
| 241  | 226  | 235  | 252  | 303  | 370  | 368  |

## Экономика
В 2010 году среди 248 человек трудоспособного возраста (15—64 лет) 188 были экономически активными, 60 — неактивными (показатель активности — 75,8 %, в 1999 году было 69,0 %). Из 188 активных жителей работали 169 человек (93 мужчины и 76 женщин), безработных было 19 (7 мужчин и 12 женщин). Среди 60 неактивных 20 человек были учениками или студентами, 23 — пенсионерами, 17 были неактивными по другим причинам.